# Награда „Анастасия Тошева“
Наградата „Анастасия Тошева“ е ежегодна награда на името на Анастасия Тошева, връчвана „за високи постижения в образователното дело“.
Отличието представлява плакет, който се присъжда като признание и поощрение на педагогически колективи, директори на училища и детски градини, учители и ученици, за популяризиране на техния професионализъм, талант и граждански принос за развитието на образованието в Община Стара Загора.
Наградата е създадена през 1985 г. и връчвана до 1989 г. Възстановена е през 1999 г.
Отличието се връчва с решение на Кмета на Община Стара Загора на тържествена церемония в навечерието на първи ноември – Ден на народните будители. До 2013, вкл. – на 24 май – Ден на българската просвета и култура и на славянската писменост.

## Номиниране
Номинациите за отличие „Анастасия Тошева“ се разглеждат от комисия, определена от кмета на Община Стара Загора. В състава ѝ влизат общински съветници и общински служители. В Наредбата за наградите и отличията на Община Стара Загора (приета от Общински съвет с Решение № 1001 от 28 ноември 2013 г.) няма текст, който да регламентира публикуването на постъпилите предложения в Интернет страницата на Общината.
Наредбата за наградите и отличията на Община Стара Загора (приета от Общински съвет с Решение № 1001 от 28 ноември 2013 г.) гласи, че инициатива за връчване на плакет „Анастасия Тошева“ могат да имат:
1. Кметът на Община Стара Загора;
2. Общински съветници;
3. Неправителствени организации;
4. Обществени институции;
5. Ректори на университети;
6. Директори на училища и детски градини.

## Лауреати
Наградата „Анастасия Тошева" се връчва за постижения на:
1. Дейци на науката и образованието, чиито постижения представляват принос за развитието на Стара Загора;
2. Ученици и студенти, спечелили призови места в международни и национални конкурси и олимпиади.[4][7]

Присъжда се индивидуално и/или за колектив.
Отличените получават плакет с лика на Анастасия Тошева, в чиято чест е учредена наградата, както и пластики и грамоти.

## Церемония
Тържествените церемонии се провеждат по време на заседания на Общинския съвет или в сгради на културните институции на Стара Загора.
През годините, място за церемонията са били Драматичен театър „Гео Милев“ (2010), сцената на Оперен театър – Стара Загора (2011), Градската художествена галерия (2012), Античната улица на Регионалния исторически музей (2013), Музей на религиите (2014), Регионален исторически музей (2015), Регионална библиотека „Захарий Княжески“ (2016, 2017 и 2018) и Културен център „Стара Загора“ (2019)